# Turku
Turku, trong tiếng Thụy Điển Åbo (pronounced [ˈturku]ⓘ, ['o:bu]ⓘ) là một thành phố ở tây nam Phần Lan, tại cửa sông Aurajoki. 
Đây là thành phố cổ nhất Phần Lan, là thành phố lớn thứ 5 tại quốc gia này với dân số 175 286 người (31/12/2007). Tọa độ (60°16′B 22°10′Đ / 60,27°B 22,16°Đ), tại cửa sông Aura ở tây nam Phần Lan, đây là thủ phủ của cả Finland Proper và tỉnh Tây Phần Lan, cũng là khu vực thành thị lớn thứ 3 ở Phần Lan với dân số 300.000 người. Đây là một trong những nơi có dân số Thụy Điển-Phần Lan lớn nhất quốc gia này. Do vị trí của nó, cảng Turku là một trong những hải cảng bận rộn nhất Phần Lan với khoảng 3,7 triệu lượt khách mỗi năm .
Bến cảng của thành phố này có 4 cửa vào được tàu phá băng tạo thành lối đi cho tàu vào mùa Đông. Thành phố có đại giáo đường được xây năm 1258 và đã bị hỏa hoạn thiêu rụi năm 1827. Ở đây có trường đại học được lập năm 1640, là trường đại học cổ nhất quốc gia này. Đại học Turku được lập năm 1920.
Thành phố này đã được vua Thụy Điển Eric IX lập năm 1157 và đã là thủ đô của Phần Lan cho đến năm 1812, sau đó thủ đô đã được dời đến Helsinki. 
Turku là một trung tâm lịch sử của Phần Lan, là thành phố lớn nhất quốc gia này trong một thời gian dài và đã là thành phố thứ 2 của đế quốc Thụy Điển khi Phần Lan còn thuộc cai quản của Thụy Điển. Sau mấy trăm năm là thủ đô không chính thức của Phần Lan, Turku cũng đã là thủ đô của Đại Công quốc Phần Lan từ 1809 đến 1812 sau đó Helsinki đã được chọn làm thủ đô do Helsinki được xem là trung thành hơn và gần đế quốc Nga hơn Turku.
Turku là một trong những thành phố hàng đầu về công nghệ sinh học, và công nghệ thông tin và truyền thông của Phần Lan.
Turku đã được Liên minh châu Âu chọn là Thủ đô văn hóa châu Âu năm 2011, cùng với Tallinn, thủ đô của Estonia.

## Khí hậu
Turku có khí hậu lục địa ẩm (phân loại khí hậu Köppen Dfb).
| Dữ liệu khí hậu của Turku               | Dữ liệu khí hậu của Turku | Dữ liệu khí hậu của Turku | Dữ liệu khí hậu của Turku | Dữ liệu khí hậu của Turku | Dữ liệu khí hậu của Turku | Dữ liệu khí hậu của Turku | Dữ liệu khí hậu của Turku | Dữ liệu khí hậu của Turku | Dữ liệu khí hậu của Turku | Dữ liệu khí hậu của Turku | Dữ liệu khí hậu của Turku | Dữ liệu khí hậu của Turku | Dữ liệu khí hậu của Turku |
| Tháng                                   | 1                         | 2                         | 3                         | 4                         | 5                         | 6                         | 7                         | 8                         | 9                         | 10                        | 11                        | 12                        | Năm                       |
| --------------------------------------- | ------------------------- | ------------------------- | ------------------------- | ------------------------- | ------------------------- | ------------------------- | ------------------------- | ------------------------- | ------------------------- | ------------------------- | ------------------------- | ------------------------- | ------------------------- |
| Cao kỉ lục °C (°F)                      | 8.5 (47.3)                | 10.2 (50.4)               | 15.8 (60.4)               | 24.5 (76.1)               | 30.0 (86.0)               | 32.0 (89.6)               | 35.9 (96.6)               | 32.6 (90.7)               | 27.8 (82.0)               | 18.9 (66.0)               | 14.0 (57.2)               | 11.0 (51.8)               | 35.9 (96.6)               |
| Trung bình ngày tối đa °C (°F)          | −1.1 (30.0)               | −1.2 (29.8)               | 2.6 (36.7)                | 9.1 (48.4)                | 15.5 (59.9)               | 19.5 (67.1)               | 22.6 (72.7)               | 21.1 (70.0)               | 15.7 (60.3)               | 8.8 (47.8)                | 3.6 (38.5)                | 0.7 (33.3)                | 9.7 (49.5)                |
| Trung bình ngày °C (°F)                 | −3.8 (25.2)               | −4.5 (23.9)               | −1.3 (29.7)               | 4.1 (39.4)                | 10.0 (50.0)               | 14.4 (57.9)               | 17.5 (63.5)               | 16.2 (61.2)               | 11.3 (52.3)               | 5.7 (42.3)                | 1.5 (34.7)                | −1.5 (29.3)               | 5.8 (42.5)                |
| Tối thiểu trung bình ngày °C (°F)       | −6.5 (20.3)               | −7.1 (19.2)               | −4.7 (23.5)               | −0.2 (31.6)               | 4.6 (40.3)                | 9.3 (48.7)                | 12.5 (54.5)               | 11.6 (52.9)               | 7.4 (45.3)                | 2.8 (37.0)                | −0.9 (30.4)               | −4.1 (24.6)               | 2.1 (35.8)                |
| Thấp kỉ lục °C (°F)                     | −35.5 (−31.9)             | −35.2 (−31.4)             | −32.8 (−27.0)             | −21.0 (−5.8)              | −6.6 (20.1)               | −2.2 (28.0)               | 1.8 (35.2)                | 0.2 (32.4)                | −6.9 (19.6)               | −15.0 (5.0)               | −22.3 (−8.1)              | −33.8 (−28.8)             | −35.5 (−31.9)             |
| Lượng Giáng thủy trung bình mm (inches) | 58 (2.3)                  | 42 (1.7)                  | 39 (1.5)                  | 32 (1.3)                  | 35 (1.4)                  | 55 (2.2)                  | 74 (2.9)                  | 73 (2.9)                  | 59 (2.3)                  | 73 (2.9)                  | 71 (2.8)                  | 73 (2.9)                  | 684 (27.1)                |
| Số ngày giáng thủy trung bình           | 11                        | 9                         | 8                         | 7                         | 7                         | 8                         | 8                         | 10                        | 9                         | 11                        | 13                        | 12                        | 113                       |
| Số giờ nắng trung bình tháng            | 40                        | 75                        | 134                       | 204                       | 284                       | 276                       | 287                       | 230                       | 155                       | 89                        | 38                        | 27                        | 1.839                     |
| Nguồn:                                  |                           |                           |                           |                           |                           |                           |                           |                           |                           |                           |                           |                           |                           |